# Sams Valley
Sams Valley (korábban Moonville) az Amerikai Egyesült Államok északnyugati részén, Oregon állam Jackson megyéjében, az Oregon Route 234 mentén elhelyezkedő önkormányzat nélküli település.
Névadója Sam törzsfőnök. A posta 1873 és 1953 között működött.
Sams Valley területe magában foglalja Antioch, Beagle és Table Rock helységeket.

## Fordítás
- Ez a szócikk részben vagy egészben  a   Sams Valley, Oregon című angol Wikipédia-szócikk ezen változatának fordításán alapul.  Az eredeti cikk szerkesztőit annak laptörténete sorolja fel. Ez a jelzés csupán a megfogalmazás eredetét és a szerzői jogokat jelzi, nem szolgál a cikkben szereplő információk forrásmegjelöléseként.